# FC Dolní Benešov
FC Dolní Benešov (celým názvem: Football Club Dolní Benešov) je český fotbalový klub, který sídlí v Dolním Benešově v Moravskoslezském kraji. Jde o tradičního účastníka Moravskoslezského krajského přeboru (5. nejvyšší soutěž v České republice).
K největším úspěchům klubu patří účast v baráži o postup do 2. ligy v sezoně 1992/93, druhé místo v MSFL v sezoně 1998/99 a třetí příčka v téže soutěži v sezónách 1999/00 a 2005/06. Ve 3. nejvyšší soutěži účinkoval A tým mužů nepřetržitě po dobu osmnácti let: vstoupil do ní v ročníku 1990/91 díky triumfu v Divizi D v předcházející sezóně a sestoupil na konci sezóny 2007/08. V historické tabulce MSFL patří dolnobenešovským fotbalistům 4. místo, v redukovaném pořadí bez rezervních týmů celků z vyšších soutěží by byl Dolní Benešov dokonce druhý za suverénním Uničovem. V sezoně 2005/06 měl Dolní Benešov možnost dodatečně postoupit do 2. ligy, mimo jiné z ekonomických důvodů ji ale nevyužil. Vítězstvím v Divizi E v sezóně 2017/2018 si A tým mužů po deseti letech v nižších soutěžích zajistil návrat do MSFL. Po skončení podzimní části sezóny v roce 2021/2022 však klub ze soutěže s ohledem na stav klubových financí odstoupil.
V národním poháru to dolnobenešovští dotáhli nejdál v sezónách 1999/00 a 2001/02, když se mužstvo probojovalo mezi šestnáct nejlepších týmů celé soutěže. V obou těchto ročnících byl Dolní Benešov jediným osmifinalistou, který nehrál 1. nebo 2. ligu. Mezi nejslavnější pohárové zápasy týmu patří vítězství nad tehdy prvoligovou Opavou v sezóně 2001/02 (1:1, 4:3 pen.), vyrovnaná bitva se Spartou Praha v téže sezóně (1:3) a těsná penaltová porážka s ostravským Baníkem v jeho mistrovské sezóně 2003/04 (1:1, 7:8 pen.).
Dolnobenešovský fotbal byl dlouhá léta finančně podporován místní továrnou, která vznikla již roku 1890 pod názvem Holuscha. Od svého vzniku však byla několikrát přejmenována a od roku 1992 funguje jako společnost MSA a.s. Spolupráci s továrnou klub reflektoval ve svém názvu, který se často měnil s tím, jak se měnila obchodní značka této firmy. Před jméno obce v názvu klubu tak byla v různých obdobích přidávána zkratka JHB, později MSA, SIGMA a nakonec znovu MSA. Po mnoho desetiletí trvající strategické partnerství mezi firmou a fotbalovým klubem bylo formálně ukončeno v roce 2014, kdy začal klub vystupovat pod názvem FC Dolní Benešov.

## Stručná historie klubu
V roce 1926 byl oficiálně založen SK Dolní Benešov s jedním sportem, a to kopanou. Cílem bylo zajistit vyžití pro mladou generaci. Mezi zakladatele spolku patřili tehdejší ředitel místní základní školy pan Honza spolu s prof. Veselým, pan Karas a Karel Osmančík. V roce 1927 byl tým zařazen do II. třídy – okrsku „B“ Slezské župy fotbalové, kde hrály i dvě největší obce hlučínského okresu (Hlučín, Kravaře). Tento ani následující ročník se však nedohrál, neboť se mnoho týmů – včetně Dolního Benešova – nacházelo ve velké finanční tísni. Ve 30. letech už okresní i krajské soutěže probíhaly standardně a klub začal výkonnostně růst. Tehdejší dobré postavení SK Dolní Benešov mezi fotbalovými týmy Hlučínska dokazuje mimo jiné jeho vítězství v premiérovém ročníku Poháru hlučínských klubů, jenž se hrál roku 1932. Ve druhé polovině 30. let klub postoupil z okresních soutěží a hrával 1.B třídu Slezské fotbalové župy. Ke vzestupu týmu jistě přispělo zlepšené zázemí: do roku 1933 se hrávalo na nepříliš dobře vybaveném škvárovém hřišti na Pastvisku, 26. 6. 1933 byl však na pozemku firmy JHB slavnostně otevřen firemní stadion, na který se klub přesunul. Tento stadion umístěný nedaleko centra obce měl i malou tribunu, bohužel v průběhu války zanikl.
Po osvobození došlo nejprve k založení Závodního sportovního klubu MSA Dolní Benešov a následně k jeho sloučení s původním SK Dolní Benešov. V roce 1953 zvítězil A-tým mužů v okresním přeboru, čímž potvrdil svou přední pozici mezi fotbalovými kluby hlučínského mikroregionu. Skutečně zásadní pozitivní zlom v historii klubu nastal na přelomu 50. a 60. let 20. století, kdy byl na západním konci obce vybudován moderní fotbalový stadion, který umožnil definitivní přesunutí činnosti z nevyhovujícího hřiště na Pastvisku. Stavba byla dokončena po čtyřletém úsilí v roce 1960. Krátce poté zde zahájil svou veleúspěšnou trenérskou kariéru bývalý dolnobenešovský hráč Evžen Hadamczik. Předzvěstí pozdějších Hadamczikových úspěchů (dva tituly s Baníkem Ostrava: 1979/80 a 1980/81) bylo už působení v tehdejším Spartaku Dolní Benešov – mezi lety 1964 a 1970 totiž dovedl tým mužů díky třem postupům z okresního až do severomoravského župního přeboru (tehdy 5. nejvyšší soutěž Československa). Hadamczik klub opustil v roce 1971, když odešel trénovat divizní Ostroj Opava.
Mimořádně úspěšné časy pro klub pokračovaly i po skončení Hadamczikovy éry, kdy byl Dolní Benešov po téměř čtyři dekády nejúspěšnějším celkem Hlučínska. Štafetu trenéra po něm převzal Rudolf Vojvoda, který tým mužů vedl až do léta roku 1980. Největším úspěchem Vojvodovy družiny bylo 2. místo v Severomoravském přeboru 1975/1976, kdy byl nad síly Dolního Benešova jen TJ Spartak PS Přerov. Za skutečně zlatou éru klubu lze však označit až období od přelomu 80. a 90. let po nulté roky 21. století, kdy prakticky po celou dobu vedl klub v pozici předsedy Jan Bitta. Tým mužů nejprve postoupil do Divize D (1989/90) a v následující sezóně až do II. ČNFL – skupiny B (3. nejvyšší soutěž Československa, o sezonu později přejmenovaná na MSFL). V sezoně 1992/93 měl na dosah dokonce účast ve druhé lize, neuspěl však ve čtyřčlenné baráži a setrval v MSFL. Tým se celkem třikrát umístil v MSFL na medailové pozici - jednou byl druhý a dvakrát třetí.
Z pozice nejúspěšnějšího celku Hlučínska ho sesadil až dramatický vzestup týmu Hlučína. FC Hlučín se totiž sérií pěti postupů během šesti let proměnil z fotbalového trpaslíka v profesionální tým a v roce 2005 postoupil o úroveň výš než Dolní Benešov – do II. ligy.
Na přelomu první a druhé dekády 21. století klub z Dolního Benešova prošel krizí, když nejprve sestoupil z MSFL, a poté, co mu v roce 2011 společnost MSA, a. s. výrazně zredukovala výši své finanční pomoci, se poroučel až do krajského přeboru. Ačkoliv v jednu chvíli hrozilo dokonce i zrušení dospělého týmu, dokázali se muži hned v následující sezóně vrátit zpět o soutěž výš. Vítězstvím v posledním soutěžním kole sezony 2017/18 Divize E nad Hranicemi si tým zajistil první místo v soutěži a návrat do MSFL, kde tehdy působili i jeho regionální rivalové FC Hlučín a FC Odra Petřkovice. Během svého druhého působení v MSFL se tým opakovaně potýkal s nedostatkem financí i hráčů a ve všech sezónách bojoval o záchranu ligové příslušnosti.
Finanční a personální krize vyvrcholila začátkem roku 2022. Na únorové valné hromadě nejprve členové odmítli návrh předsedy Petra Machovského na odstoupení z MSFL, užší vedení klubu si však přesto nakonec prosadilo svou, a ze soutěže klub odhlásilo. Na další valné hromadě převzalo klub nové vedení, které pak oznámilo záměr přihlásit Dolní Benešov do Moravskoslezského přeboru, ze kterého po dvouletém působení sestoupil do I. A třídy.

## Historické názvy
Zdroj:
- 1926 – SK Dolní Benešov (Sportovní klub Dolní Benešov)
- 1933 – SK JHB Dolní Benešov[28] (Sportovní klub Josef Holuscha Benešov Dolní Benešov)
- 1945 – SK Dolní Benešov[29] (Sportovní klub Dolní Benešov)
- 1949 – ZSJ MSA Dolní Benešov (Závodní sokolská jednota Moravsko-Slezská armaturka Dolní Benešov) – sloučení SK Dolní Benešov se ZSK MSA Dolní Benešov (založen 1947)[16]
- 1953 – DSO Spartak Dolní Benešov[30] (Dobrovolná sportovní organisace Spartak Dolní Benešov)
- 1957 – TJ Spartak Dolní Benešov (Tělovýchovná jednota Spartak Dolní Benešov)
- 1974 – TJ MSA Dolní Benešov[31] (Tělovýchovná jednota Moravsko-Slezská armaturka Dolní Benešov)
- 1979 – TJ Sigma Dolní Benešov (Tělovýchovná jednota Sigma Dolní Benešov)
- 1992 – FC MSA Dolní Benešov (Football Club Moravsko-Slezská armaturka Dolní Benešov)
- 2014 – FC Dolní Benešov (Football Club Dolní Benešov)

## Zázemí klubu
Sportovci dnes využívají stadion s malou zastřešenou tribunou a sportovní halou na jedné podélné straně hřiště a protější nekrytou tribunou po jeho celé délce. Diváci se mohou v areálu stadionu volně pohybovat a mají tak přístup i do prostor za oběma brankami. Klub má pro své aktivity k dispozici také zrekonstruovanou tělocvičnu bývalého dolnobenešovského učiliště a fotbalový areál v Zábřehu..

## Odchovanci
Mezi známé dolnobenešovské odchovance patří například Vít Baránek, Lukáš Magera a Jan Baránek, klubem prošli také další později prvoligoví fotbalisté Jan Nezmar nebo Marcel Melecký.

## Umístění v jednotlivých sezonách
Stručný přehled
Zdroj:
- 1985–1986: Severomoravský krajský přebor – sk. A
- 1986–1989: Severomoravský krajský přebor
- 1989–1990: Divize D
- 1990–1991: II. ČNFL – sk. B
- 1991–2008: Moravskoslezská fotbalová liga
- 2008–2012: Divize E
- 2012–2013: Přebor Moravskoslezského kraje
- 2013–2018: Divize E
- 2018–2022: Moravskoslezská fotbalová liga
- 2022–2024: Přebor Moravskoslezského kraje
- 2024–: I. A třída Moravskoslezského kraje – sk. A

Jednotlivé ročníky
Zdroj:
Legenda: Z – zápasy, V – výhry, R – remízy, P – porážky, VG – vstřelené góly, OG – obdržené góly, +/− – rozdíl skóre, B – body, červené podbarvení – sestup, zelené podbarvení – postup, fialové podbarvení – reorganizace, změna skupiny či soutěže
| Československo (1985 – 1993) |                                            |        |                                             |                                             |                                             |                                             |                                             |                                             |                                             |                                             |        |
| Sezóny                       | Liga                                       | Úroveň | Z                                           | V                                           | R                                           | P                                           | VG                                          | OG                                          | +/−                                         | B                                           | Pozice |
| 1985/86                      | Severomoravský krajský přebor – sk. A      | 5      | 26                                          | 12                                          | 6                                           | 8                                           | 45                                          | 31                                          | +14                                         | 30                                          | 8.     |
| 1986/87                      | Severomoravský krajský přebor              | 5      | 30                                          | 12                                          | 8                                           | 10                                          | 34                                          | 34                                          | 0                                           | 32                                          | 5.     |
| 1987/88                      | Severomoravský krajský přebor              | 5      | 30                                          | 18                                          | 10                                          | 2                                           | 61                                          | 23                                          | +38                                         | 46                                          | 2.     |
| 1988/89                      | Severomoravský krajský přebor              | 5      | 30                                          | 23                                          | 3                                           | 4                                           | 69                                          | 22                                          | +47                                         | 49                                          | 1.     |
| 1989/90                      | Divize D                                   | 4      | 30                                          | 19                                          | 5                                           | 6                                           | 55                                          | 25                                          | +30                                         | 43                                          | 1.     |
| 1990/91                      | II. ČNFL – sk. B                           | 3      | 30                                          | 9                                           | 8                                           | 13                                          | 35                                          | 40                                          | −5                                          | 26                                          | 12.    |
| 1991/92                      | Moravskoslezská fotbalová liga             | 3      | 30                                          | 11                                          | 8                                           | 11                                          | 43                                          | 39                                          | +4                                          | 30                                          | 8.     |
| 1992/93                      | Moravskoslezská fotbalová liga             | 3      | 30                                          | 16                                          | 9                                           | 5                                           | 54                                          | 32                                          | +22                                         | 41                                          | 4.     |
| Česko (1993 –)               |                                            |        |                                             |                                             |                                             |                                             |                                             |                                             |                                             |                                             |        |
| Sezóna                       | Liga                                       | Úroveň | Z                                           | V                                           | R                                           | P                                           | VG                                          | OG                                          | +/−                                         | B                                           | Pozice |
| 1993/94                      | Moravskoslezská fotbalová liga             | 3      | 30                                          | 10                                          | 7                                           | 13                                          | 41                                          | 47                                          | −6                                          | 27                                          | 11.    |
| 1994/95                      | Moravskoslezská fotbalová liga             | 3      | 30                                          | 11                                          | 5                                           | 14                                          | 43                                          | 49                                          | −6                                          | 38                                          | 9.     |
| 1995/96                      | Moravskoslezská fotbalová liga             | 3      | 28                                          | 10                                          | 3                                           | 15                                          | 40                                          | 46                                          | −6                                          | 33                                          | 11.    |
| 1996/97                      | Moravskoslezská fotbalová liga             | 3      | 28                                          | 11                                          | 10                                          | 7                                           | 41                                          | 28                                          | +13                                         | 43                                          | 5.     |
| 1997/98                      | Moravskoslezská fotbalová liga             | 3      | 30                                          | 13                                          | 9                                           | 8                                           | 61                                          | 42                                          | +19                                         | 48                                          | 4.     |
| 1998/99                      | Moravskoslezská fotbalová liga             | 3      | 30                                          | 17                                          | 6                                           | 7                                           | 60                                          | 30                                          | +30                                         | 57                                          | 2.     |
| 1999/00                      | Moravskoslezská fotbalová liga             | 3      | 28                                          | 12                                          | 12                                          | 4                                           | 35                                          | 23                                          | +12                                         | 48                                          | 3.     |
| 2000/01                      | Moravskoslezská fotbalová liga             | 3      | 30                                          | 11                                          | 10                                          | 9                                           | 43                                          | 42                                          | +1                                          | 43                                          | 6.     |
| 2001/02                      | Moravskoslezská fotbalová liga             | 3      | 30                                          | 9                                           | 9                                           | 12                                          | 38                                          | 44                                          | −6                                          | 36                                          | 11.    |
| 2002/03                      | Moravskoslezská fotbalová liga             | 3      | 30                                          | 10                                          | 11                                          | 9                                           | 44                                          | 39                                          | +5                                          | 41                                          | 9.     |
| 2003/04                      | Moravskoslezská fotbalová liga             | 3      | 30                                          | 10                                          | 5                                           | 15                                          | 41                                          | 45                                          | −4                                          | 35                                          | 9.     |
| 2004/05                      | Moravskoslezská fotbalová liga             | 3      | 30                                          | 13                                          | 6                                           | 11                                          | 45                                          | 43                                          | +2                                          | 45                                          | 6.     |
| 2005/06                      | Moravskoslezská fotbalová liga             | 3      | 30                                          | 14                                          | 6                                           | 10                                          | 47                                          | 41                                          | +6                                          | 48                                          | 3.     |
| 2006/07                      | Moravskoslezská fotbalová liga             | 3      | 30                                          | 10                                          | 7                                           | 13                                          | 33                                          | 42                                          | −9                                          | 37                                          | 12.    |
| 2007/08                      | Moravskoslezská fotbalová liga             | 3      | 30                                          | 5                                           | 6                                           | 19                                          | 22                                          | 51                                          | −29                                         | 21                                          | 16.    |
| 2008/09                      | Divize E                                   | 4      | 30                                          | 11                                          | 7                                           | 12                                          | 46                                          | 48                                          | −2                                          | 40                                          | 9.     |
| 2009/10                      | Divize E                                   | 4      | 30                                          | 12                                          | 6                                           | 12                                          | 39                                          | 47                                          | −8                                          | 42                                          | 7.     |
| 2010/11                      | Divize E                                   | 4      | 28                                          | 11                                          | 5                                           | 12                                          | 40                                          | 40                                          | 0                                           | 38                                          | 10.    |
| 2011/12                      | Divize E                                   | 4      | 30                                          | 8                                           | 6                                           | 16                                          | 26                                          | 58                                          | −32                                         | 30                                          | 15.    |
| 2012/13                      | Přebor Moravskoslezského kraje             | 5      | 30                                          | 21                                          | 4                                           | 5                                           | 78                                          | 44                                          | +34                                         | 67                                          | 1.     |
| 2013/14                      | Divize E                                   | 4      | 30                                          | 14                                          | 6                                           | 10                                          | 59                                          | 45                                          | +14                                         | 48                                          | 4.     |
| 2014/15                      | Divize E                                   | 4      | 30                                          | 9                                           | 4                                           | 17                                          | 43                                          | 53                                          | −10                                         | 31                                          | 13.    |
| 2015/16                      | Divize E                                   | 4      | 30                                          | 12                                          | 5                                           | 13                                          | 41                                          | 47                                          | −6                                          | 41                                          | 8.     |
| 2016/17                      | Divize E                                   | 4      | 30                                          | 14                                          | 3                                           | 13                                          | 50                                          | 41                                          | +9                                          | 45                                          | 5.     |
| 2017/18                      | Divize E                                   | 4      | 30                                          | 17                                          | 9                                           | 4                                           | 55                                          | 32                                          | +23                                         | 60                                          | 1.     |
| 2018/19                      | Moravskoslezská fotbalová liga             | 3      | 30                                          | 10                                          | 7                                           | 13                                          | 37                                          | 52                                          | -15                                         | 37                                          | 11.    |
| *2019/20                     | Moravskoslezská fotbalová liga             | 3      | 18                                          | 1                                           | 3                                           | 14                                          | 18                                          | 44                                          | –26                                         | 6                                           | 18.    |
| *2020/21                     | Moravskoslezská fotbalová liga             | 3      | 11                                          | 2                                           | 1                                           | 8                                           | 11                                          | 25                                          | –14                                         | 7                                           | 17.    |
| **2021/22                    | Moravskoslezská fotbalová liga             | 3      | Pro nedostatek financí odhlášení ze soutěže | Pro nedostatek financí odhlášení ze soutěže | Pro nedostatek financí odhlášení ze soutěže | Pro nedostatek financí odhlášení ze soutěže | Pro nedostatek financí odhlášení ze soutěže | Pro nedostatek financí odhlášení ze soutěže | Pro nedostatek financí odhlášení ze soutěže | Pro nedostatek financí odhlášení ze soutěže | 18.    |
| 2022/23                      | Přebor Moravskoslezského kraje             | 5      | 30                                          | 9                                           | 7                                           | 14                                          | 48                                          | 74                                          | –26                                         | 34                                          | 12.    |
| 2023/24                      | Přebor Moravskoslezského kraje             | 5      | 30                                          | 4                                           | 4                                           | 22                                          | 44                                          | 97                                          | –53                                         | 16                                          | 16.    |
| 2024/25                      | I. A třída Moravskoslezského kraje – sk. A | 6      | 26                                          | 18                                          | 3                                           | 5                                           | 70                                          | 41                                          | +29                                         | 57                                          | 2.     |
| 2025/26                      | I. A třída Moravskoslezského kraje – sk. A | 6      | 26                                          |                                             |                                             |                                             |                                             |                                             |                                             |                                             |        |

*= sezona předčasně ukončena z důvodu pandemie covidu-19
**= FC Dolní Benešov ze soutěže předčasně odstoupil po skončení podzimní části a jeho výsledky byly anulovány. V době odstoupení tým figuroval na 16. místě se statistikou 4 výhry, 3 remízy, 10 proher. Celkem tedy Dolní Benešov získal 16 bodů, a to při skóre 15:34.

## FC MSA Dolní Benešov „B“
FC MSA Dolní Benešov „B“ je rezervním týmem Dolního Benešova, který hrál nejvýše I. A třídu. B-mužstvo v roce 2014 nakrátko zaniklo, ale od sezóny 2015/2016 bylo opět obnoveno a přihlášeno do IV. třídy sk. A okresu Opava, kde skončilo na 3. místě.

### Umístění v jednotlivých sezonách
Stručný přehled
Zdroj:
- 1992–1997: I. B třída Slezské župy – sk. A
- 1997–2002: I. A třída Slezské župy – sk. A
- 2002–2007: I. A třída Moravskoslezského kraje – sk. A
- 2007–2009: I. B třída Moravskoslezského kraje – sk. A
- 2009–2010: I. B třída Moravskoslezského kraje – sk. B
- 2010–2014: Okresní přebor Opavska
- 2014–2015: bez soutěže
- 2015–2016: Základní třída Opavska – sk. A
- 2016–2022: Okresní soutěž Opavska – sk. A
- 2022–: Okresní přebor Opavska

Jednotlivé ročníky
Zdroj:
Legenda: Z – zápasy, V – výhry, R – remízy, P – porážky, VG – vstřelené góly, OG – obdržené góly, +/− – rozdíl skóre, B – body, červené podbarvení – sestup, zelené podbarvení – postup, fialové podbarvení – reorganizace, změna skupiny či soutěže
| Československo (1992 – 1993) |                                              |                                              |                                              |                                              |                                              |                                              |                                              |                                              |                                              |                                              |                                              |
| Sezóny                       | Liga                                         | Úroveň                                       | Z                                            | V                                            | R                                            | P                                            | VG                                           | OG                                           | +/−                                          | B                                            | Pozice                                       |
| 1992/93                      | I. B třída Slezské župy – sk. A              | 7                                            | 26                                           | 13                                           | 6                                            | 7                                            | 43                                           | 27                                           | +16                                          | 32                                           | 3.                                           |
| Česko (1993 –)               |                                              |                                              |                                              |                                              |                                              |                                              |                                              |                                              |                                              |                                              |                                              |
| Sezóny                       | Liga                                         | Úroveň                                       | Z                                            | V                                            | R                                            | P                                            | VG                                           | OG                                           | +/−                                          | B                                            | Pozice                                       |
| 1993/94                      | I. B třída Slezské župy – sk. A              | 7                                            | 26                                           | 10                                           | 6                                            | 10                                           | 49                                           | 46                                           | +3                                           | 26                                           | 8.                                           |
| 1994/95                      | I. B třída Slezské župy – sk. A              | 7                                            | 26                                           | 10                                           | 8                                            | 8                                            | 43                                           | 31                                           | +12                                          | 38                                           | 6.                                           |
| 1995/96                      | I. B třída Slezské župy – sk. A              | 7                                            | 26                                           | 13                                           | 6                                            | 7                                            | 61                                           | 43                                           | +18                                          | 45                                           | 3.                                           |
| 1996/97                      | I. B třída Slezské župy – sk. A              | 7                                            | 26                                           | 18                                           | 2                                            | 6                                            | 64                                           | 21                                           | +43                                          | 56                                           | 1.                                           |
| 1997/98                      | I. A třída Slezské župy – sk. A              | 6                                            | 26                                           | 14                                           | 5                                            | 7                                            | 40                                           | 33                                           | +7                                           | 47                                           | 2.                                           |
| 1998/99                      | I. A třída Slezské župy – sk. A              | 6                                            | 26                                           | 12                                           | 5                                            | 9                                            | 54                                           | 42                                           | +12                                          | 41                                           | 3.                                           |
| 1999/00                      | I. A třída Slezské župy – sk. A              | 6                                            | 26                                           | 12                                           | 2                                            | 12                                           | 45                                           | 48                                           | −3                                           | 38                                           | 9.                                           |
| 2000/01                      | I. A třída Slezské župy – sk. A              | 6                                            | 26                                           | 12                                           | 2                                            | 12                                           | 43                                           | 64                                           | −21                                          | 38                                           | 7.                                           |
| 2001/02                      | I. A třída Slezské župy – sk. A              | 6                                            | 26                                           | 10                                           | 2                                            | 14                                           | 33                                           | 32                                           | +1                                           | 32                                           | 11.                                          |
| 2002/03                      | I. A třída Moravskoslezského kraje – sk. A   | 6                                            | 26                                           | 10                                           | 6                                            | 10                                           | 42                                           | 33                                           | +9                                           | 36                                           | 6.                                           |
| 2003/04                      | I. A třída Moravskoslezského kraje – sk. A   | 6                                            | 26                                           | 10                                           | 7                                            | 9                                            | 33                                           | 30                                           | +3                                           | 37                                           | 6.                                           |
| 2004/05                      | I. A třída Moravskoslezského kraje – sk. A   | 6                                            | 26                                           | 12                                           | 5                                            | 9                                            | 38                                           | 37                                           | +1                                           | 41                                           | 3.                                           |
| 2005/06                      | I. A třída Moravskoslezského kraje – sk. A   | 6                                            | 26                                           | 10                                           | 3                                            | 13                                           | 37                                           | 42                                           | −5                                           | 33                                           | 7.                                           |
| 2006/07                      | I. A třída Moravskoslezského kraje – sk. A   | 6                                            | 26                                           | 8                                            | 7                                            | 11                                           | 49                                           | 52                                           | −3                                           | 31                                           | 13.                                          |
| 2007/08                      | I. B třída Moravskoslezského kraje – sk. A   | 7                                            | 26                                           | 11                                           | 5                                            | 10                                           | 55                                           | 51                                           | +4                                           | 38                                           | 6.                                           |
| 2008/09                      | I. B třída Moravskoslezského kraje – sk. A   | 7                                            | 26                                           | 11                                           | 5                                            | 10                                           | 55                                           | 51                                           | +4                                           | 38                                           | 10.                                          |
| 2009/10                      | I. B třída Moravskoslezského kraje – sk. B   | 7                                            | 26                                           | 7                                            | 3                                            | 16                                           | 57                                           | 83                                           | −26                                          | 24                                           | 13.                                          |
| 2010/11                      | Okresní přebor Opavska                       | 8                                            | 26                                           | 10                                           | 4                                            | 12                                           | 51                                           | 46                                           | +5                                           | 34                                           | 8.                                           |
| 2011/12                      | Okresní přebor Opavska                       | 8                                            | 26                                           | 8                                            | 3                                            | 15                                           | 53                                           | 67                                           | −14                                          | 24                                           | 12.                                          |
| 2012/13                      | Okresní přebor Opavska                       | 8                                            | 26                                           | 9                                            | 7                                            | 10                                           | 52                                           | 64                                           | −12                                          | 34                                           | 7.                                           |
| 2013/14                      | Okresní přebor Opavska                       | 8                                            | 26                                           | 9                                            | 4                                            | 13                                           | 50                                           | 53                                           | −3                                           | 31                                           | 10.                                          |
| 2014/15                      | B-mužstvo nebylo přihlášeno v žádné soutěži. | B-mužstvo nebylo přihlášeno v žádné soutěži. | B-mužstvo nebylo přihlášeno v žádné soutěži. | B-mužstvo nebylo přihlášeno v žádné soutěži. | B-mužstvo nebylo přihlášeno v žádné soutěži. | B-mužstvo nebylo přihlášeno v žádné soutěži. | B-mužstvo nebylo přihlášeno v žádné soutěži. | B-mužstvo nebylo přihlášeno v žádné soutěži. | B-mužstvo nebylo přihlášeno v žádné soutěži. | B-mužstvo nebylo přihlášeno v žádné soutěži. | B-mužstvo nebylo přihlášeno v žádné soutěži. |
| 2015/16                      | Základní třída Opavska – sk. A               | 10                                           | 16                                           | 9                                            | 1                                            | 6                                            | 56                                           | 37                                           | +19                                          | 28                                           | 3.                                           |
| 2016/17                      | Okresní soutěž Opavska – sk. A               | 9                                            | 24                                           | 14                                           | 1                                            | 9                                            | 73                                           | 48                                           | +25                                          | 43                                           | 5.                                           |
| 2017/18                      | Okresní soutěž Opavska – sk. A               | 9                                            | 24                                           | 12                                           | 5                                            | 7                                            | 65                                           | 54                                           | +11                                          | 41                                           | 4.                                           |
| 2018/19                      | Okresní soutěž Opavska – sk. A               | 9                                            | 26                                           | 13                                           | 7                                            | 6                                            | 79                                           | 57                                           | +22                                          | 46                                           | 3.                                           |
| ** 2019/20                   | Okresní soutěž Opavska – sk. A               | 9                                            | 13                                           | 10                                           | 1                                            | 3                                            | 58                                           | 32                                           | +26                                          | 31                                           | 2.                                           |
| 2020/21                      | Okresní soutěž Opavska – sk. A               | 9                                            | 9                                            | 5                                            | 1                                            | 3                                            | 26                                           | 21                                           | +5                                           | 16                                           | 5.                                           |
| 2021/22                      | Okresní soutěž Opavska – sk. A               | 9                                            | 22                                           | 17                                           | 2                                            | 3                                            | 77                                           | 28                                           | +49                                          | 53                                           | 1.                                           |
| 2022/23                      | Okresní přebor Opavska                       | 8                                            | 17                                           | 3                                            | 4                                            | 10                                           | 32                                           | 51                                           | −19                                          | 13                                           | 12.                                          |

Poznámky:
- 2015/16: Po skončení ročníku byla na Opavsku zrušena IV. (základní) třída.[48]

**= sezona předčasně ukončena z důvodu pandemie covidu-19

## Další týmy v Dolním Benešově
Kromě rezervního týmu FC Dolní Benešov působily v minulosti na území obce i další týmy. Ve 30. letech hrál v obci kromě tehdejšího SK JHB Dolní Benešov celek nesoucí název Omladina Dolní Benešov. Není jasné, zda jde o tentýž "německý" klub, který zmiňuje Jan Bitta & Accendo v textu Dolní Benešov - velká historie a malé město. Později zde působili též fotbalisté Jiskry Dolní Benešov. Zajímavostí je, že v sezóně 1973/1974, kdy hrála Jiskra 1. A třídu a tehdejší Spartak Dolní Benešov v Krajském přeboru, působili v obci dva ze tří aktuálně nejúspěšnějších fotbalových týmů Opavska. Je totiž dohledatelné, že kromě třetiligového Ostroje Opava a dvou dolnobenešovských celků hrály všechny týmy opavského okresu maximálně na úrovni 1. B třídy. V roce 1999 byl ve městě založen ženský fotbalový klub 1. DFC Dolní Benešov, který však jen o dva roky později zkolaboval pro nedostatek hráček.